# ごじゃっぺプロレス
GJPプロレスリング（ジー・ジェー・ピー・プロレスリング）は、茨城県を中心に活動しているプロレス団体。

## 歴史
- 2011年1月、吉田充宏が、ごじゃっぺプロレスを設立。「ごじゃっぺ」は茨城の方言で「いい加減」、「適当な」を意味する。
- 3月10日、居酒屋「格闘酒場 貫一」で旗揚げ戦を開催。
- 2013年3月11日、日本列島プロレス連盟の発足に参加[1]。
- 2014年1月、団体名をGJPプロレスリング（ジー・ジェー・ピー・プロレスリング）に改称。
- 2018年8月13日、イオンモール佐久平で開催されたプロレスフェスに参加。

## タイトル
- GJPヘビー級王座
- GJPタッグ王座

## 所属選手
- ダーイシ
- オーアライダー
- ごじゃっぺマシーン

## 歴代所属選手
- ボボ山口
- 吉田充宏